# Aleación fusible
Una aleación fusible (fusible alloy en inglés), de fusión o de colada; normalmente eutéctica, es una aleación capaz de fundirse o licuarse por calor. 
A menudo el término aleación fusible se emplea para describir aleaciones cuyo punto de fusión está por debajo de los 150 °C. Dichas aleaciones suelen utilizarse en soldadura.
Las aleaciones fusibles pueden usarse como refrigerantes, ya que son estables bajo condiciones de calor y pueden proporcionar una conductividad térmica mayor que el resto de refrigerantes; en particular, destacan las aleaciones de metales de alta conductividad térmica, como indio o sodio. Los metales con neutrones de baja sección transversal se usan en la refrigeración de reactores nucleares.
Los metales que habitualmente forman este tipo de aleaciones suelen tener un punto de fusión bajo, como galio, indio, bismuto, estaño, plomo y cadmio. El sodio y el potasio también se utilizan, pero deben mantenerse fuera de cualquier contacto con el aire o el agua, dada su facilidad de reacción.
Algunas aleaciones fusibles conocidas son el metal de Wood, el metal de Field, el metal de Rose, el Galinstano y el NaK.

## Puntos de fusión de algunas aleaciones fusibles
| Composición                                       | Punto de fusión en °C | Nombre              |
| ------------------------------------------------- | --------------------- | ------------------- |
| Cs 77%, K 23%                                     | -48                   |                     |
| Hg 100%                                           | -39                   |                     |
| Ga 68,5%, In 21,5%, Sn 10%                        | -19                   | Galinstano          |
| K 78%, Na 22%                                     | -11                   | NaK                 |
| Ga 62,5%, In 21,5%, Sn 16%                        | 10,7                  |                     |
| Ga 69,8%, In 17,6%, Sn 12,5%                      | 10,8                  |                     |
| Cs 100%                                           | 29                    |                     |
| Ga 100%                                           | 30                    |                     |
| Bi 40,63%, Pb 22,1%, In 18,1%, Sn 10,65%, Cd 8,2% | 46,5                  |                     |
| Bi 32,5%, In 51%, Sn 16,5%                        | 60,5                  | Metal de Field      |
| Bi 50%, Pb 25%, Sn 12,5%, Cd 12,5%                | 70                    | Metal de Wood       |
| Bi 50%, Pb 31,2%, Sn 18,8%                        | 97                    | Metal de Newton     |
| Bi 50%, Pb 28%, Sn 22%                            | 109                   | Metal de Rose       |
| Sn 63%, Pb 37%                                    | 183                   | Soldadura eutéctica |
| Sn 92%, Zn 8%                                     | 199                   | Estaño laminado     |